# Projecteur de plafond
Pour les articles homonymes, voir Projecteur.

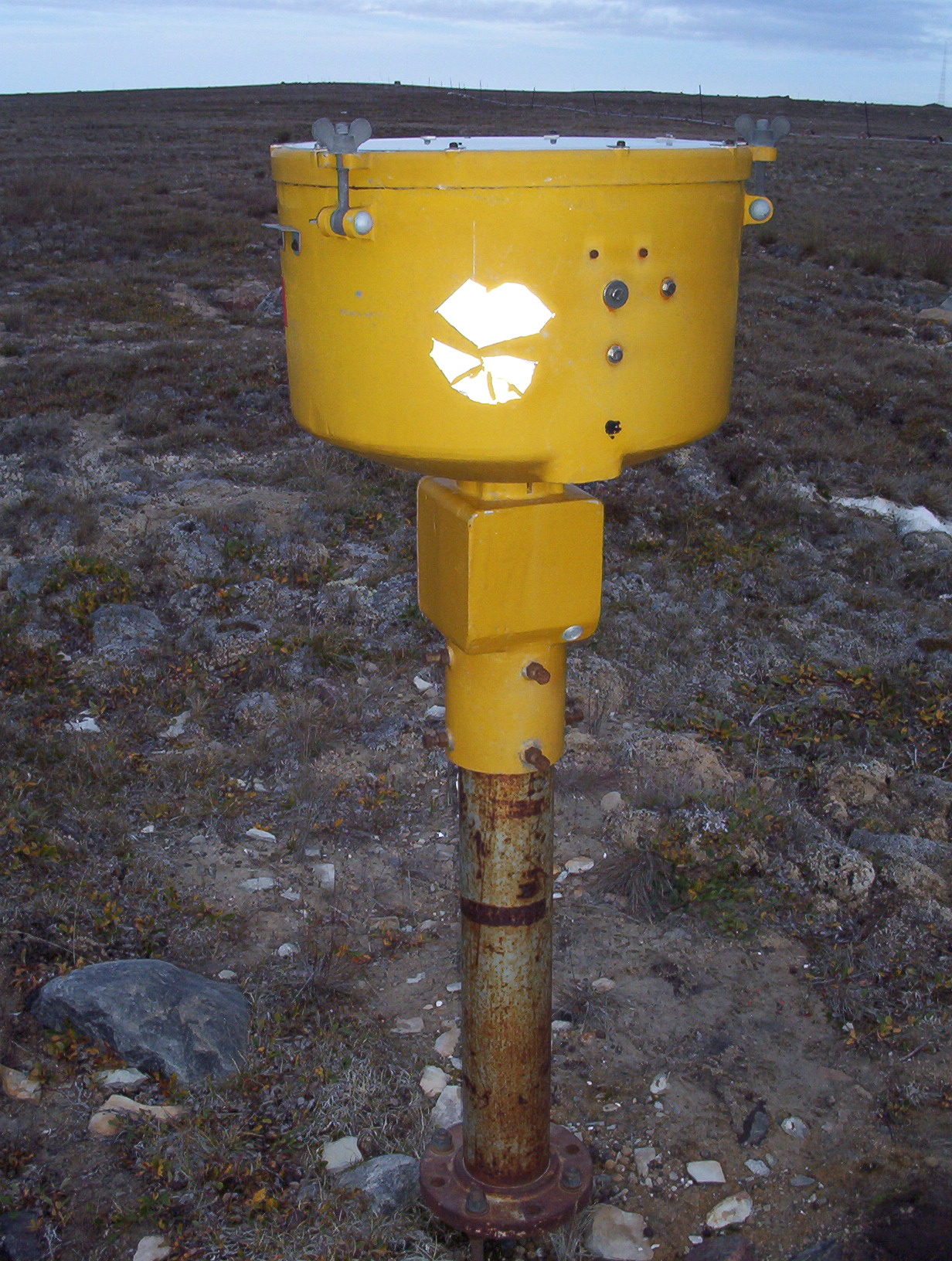
Projecteur de plafond

Un projecteur de plafond, aussi appelé projecteur de nuages et projecteur à nuages, est un appareil utilisé en météorologie aéronautique pour mesurer la hauteur de la base des nuages au-dessus du sol la nuit. Les données de cet instrument, utilisé en conjonction avec une alidade par un technicien en météorologie, sont transmis dans le rapport METAR des conditions météorologiques. Dans les stations météorologiques modernes, il est le plus souvent remplacé par un célomètre qui fonctionne automatiquement. 

## Description

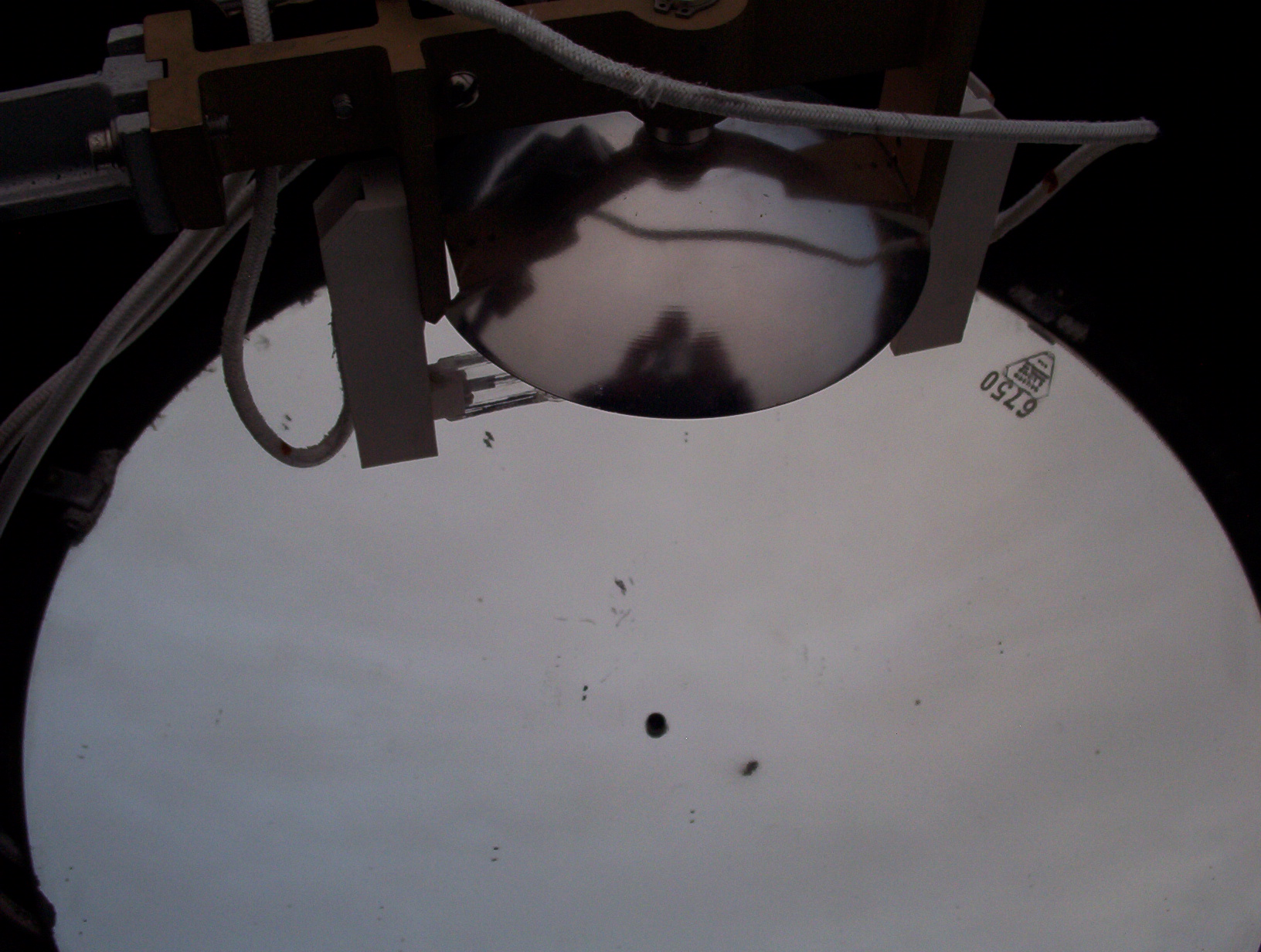
Vue du miroir

Le projecteur est un cylindre, monté sur un piédestal, dans lequel on retrouve un miroir parabolique avec une source lumineuse en son centre et un miroir convexe secondaire au foyer. Le tout est un montage Cassegrain. L'appareil est pointé directement vers le zénith et une alidade située à au moins 300 mètres sert à mesurer l'angle entre l'horizontale et la base du nuage éclairée par le projecteur. Par triangulation, l'opérateur peut calculer ainsi la hauteur de ce nuage au-dessus du sol. Le projecteur peut aussi être orienté à 71° 34’ dans certaines circonstances.
La source est généralement un tube incandescent imperméabilisé de 430 watts qui émet vers le miroir secondaire qui reflète lui-même la lumière vers le miroir principal qui finalement dirige un faisceau concentré à la verticale du projecteur.

## Prise de mesure

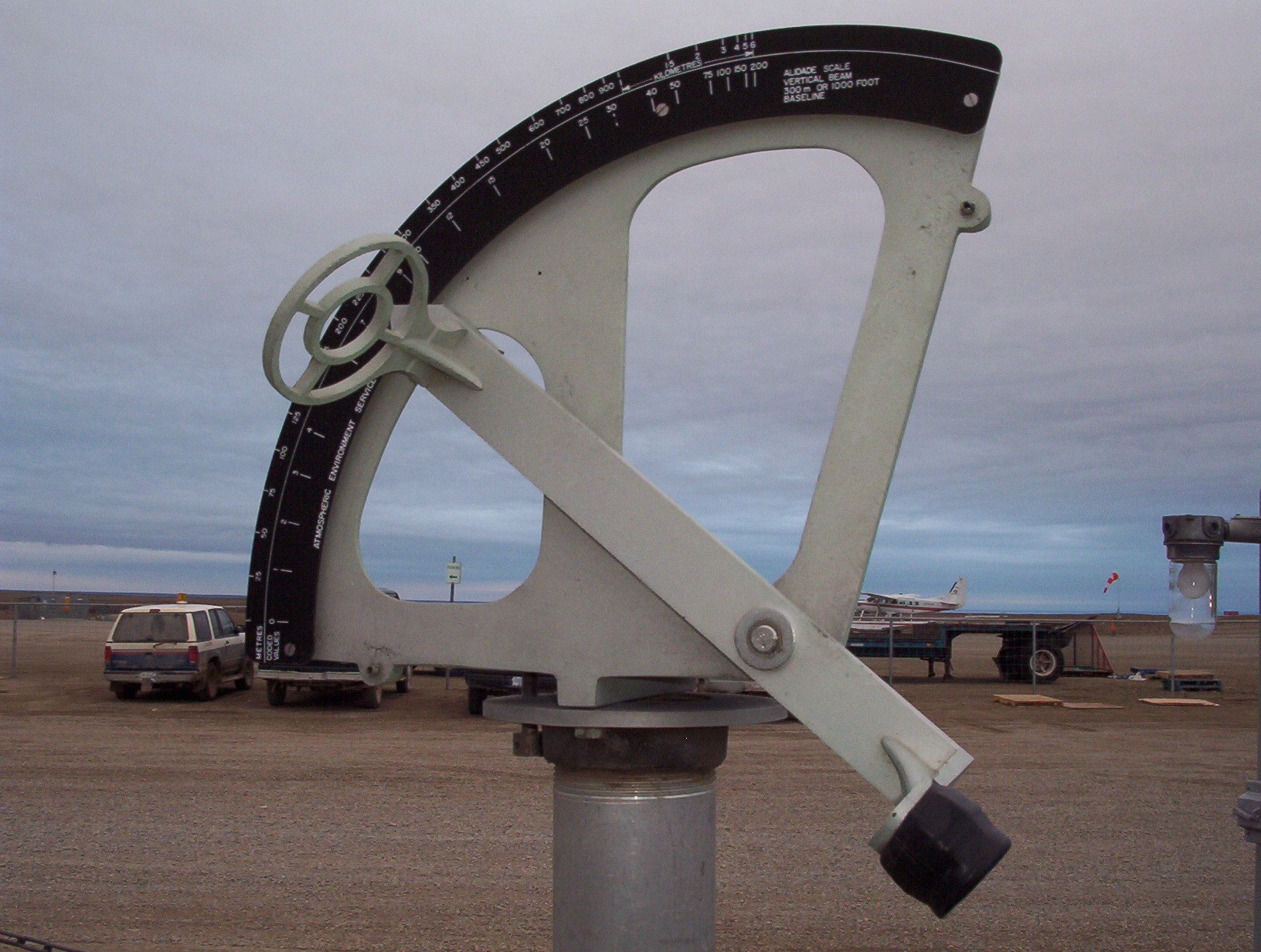
Alidade pour mesurer de l'angle de projection

L'alidade, monté elle aussi sur un piédestal, consiste en un pointeur et un rapporteur d'angle. Le rapporteur est calibré en mètres ou en pieds puisque la distance au projecteur est connu. L'observateur regarde dans un tube de visée associé au pointeur et repère le point auquel il rencontre la tache lumineuse du projecteur sur la base du nuage, puis note la hauteur sur le rapporteur. 
Dans le cas où la tache est floue, parce que le nuage n'a pas une base uniforme, l'observateur notera la plus basse hauteur où il la perçoit. Il peut aussi ajouter en remarque la hauteur où il perd la lumière ce qui donnera une information précieuse sur la visibilité verticale à la base du nuage. L’apparition de deux ou de plusieurs taches à des niveaux différents indique
l’existence de couches multiples de nuages. Lorsque du brouillard ou de la poudrerie sont présents, le projecteur de plafond sert à déterminer la visibilité verticale en notant la hauteur où le faisceau disparait. Dans ce dernier cas, un ballon-plafond sera également utilisé.

## Problèmes de lecture
Le projecteur n'est utilisable que du crépuscule à l'aube puisque la tache ne sera pas discernable dans la lumière du jour.
De fausses taches, attribuables à la réflexion sur des cristaux de glace, peuvent apparaître par temps froid et disparaître si l'observateur se déplace latéralement sur un côté de l’alidade. Elles ne sont d’ailleurs visibles que lorsque le faisceau du projecteur fait un angle avec la verticale et c'est à ce moment que le projecteur peut être orienté à 71° 34’.